# Carson Sink
Pour les articles homonymes, voir Carson.
Carson Sink est une playa dans le nord-est du désert de Carson au Nevada.

## Zone humide
Autrefois alimenté par la rivière Carson, Carson Sink est un bassin endoréique aujourd'hui alimenté par les canaux de drainage du district d'irrigation Truckee-Carson qui y forment une des zones humides du Grand Bassin des États-Unis[réf. souhaitée].
Principalement inclus dans le Fallon National Wildlife Refuge et la Stillwater Wildlife Management Area, c'est une halte importante pour la migration des oiseaux aquatiques anseriformes. La formation de Sehoo[Quoi ?] est au sud du Carson Sink.

## Zones d’entraînement militaire
Les zones d’entraînement de Carson Sink et de Lone Rock situées dans la partie nord-ouest du Carson Sink dépendent  du complexe d'entraînement Fallon Range de l'US Navy.

## Histoire
Le Carson Sink était une partie profonde d'un grand plan d'eau du Pléistocène, le lac Lahontan.
Pendant la ruée vers l'or en Californie, la piste Carson est une branche de la piste de la Californie qui traverse le Forty Mile Desert avant d'atteindre de l'eau potable sur la rivière Carson. La station Carson Sink du Pony Express est construite en mars 1860.
En juin 1952, deux colonels de l'US Air Force pilotant un bombardier B-25 entre Hamilton Field près de San Francisco et Colorado Springs, auraient vu au-dessus de Carson Sink, trois objets volants non identifiés voler à moins de 800 mètres de leur avion avant de disparaître quelques secondes plus tard. À l'atterrissage, les deux colonels ont signalé l'incident au quartier général qui les a informés qu'il n'y avait aucun avion militaire ou civil dans la région à ce moment-là. L'incident n'a jamais été résolu et est connu aujourd'hui sous le nom d'incident OVNI de Carson Sink.
En 1984, le département des transports du Nevada fait percer la digue naturelle entre le Carson Sink et le Humboldt Sink (en) pour éviter d'inonder l'Interstate 80 et la ville de Lovelock à la suite de chutes de neige inhabituellement abondantes au cours des trois années précédentes. Les deux bassins restent reliés pendant trois ans jusqu'en 1987.